# ساوت هالی‌ویل (آلاباما)
ساوت هالی‌ویل (به انگلیسی: South Haleyville) یک منطقهٔ مسکونی در ایالات متحده آمریکا است که در شهرستان ماریون، آلاباما واقع شده‌است. ساوت هالی‌ویل ۲۶۹٫۱۴ متر بالاتر از سطح دریا واقع شده‌است.